# Associazione Calcio Pisa 1941-1942
Questa pagina raccoglie i dati riguardanti l'Associazione Calcio Pisa nelle competizioni ufficiali della stagione 1941-1942.

## Rosa
| N. |                   | Ruolo | Calciatore                 |
| -- | ----------------- | ----- | -------------------------- |
|    | Italia (bandiera) | C     | Pietro Acquarone           |
|    | Italia (bandiera) |       | Danilo Bargagna            |
|    | Italia (bandiera) | C     | Enzo Bellini               |
|    | Italia (bandiera) | A     | Elio Bertoni               |
|    | Italia (bandiera) | A     | Dino Bongini               |
|    | Italia (bandiera) |       | Edgardo Bottari            |
|    | Italia (bandiera) | C     | Alessandro Ciferri         |
|    | Italia (bandiera) | C     | Pier Francesco De Martinis |
|    | Italia (bandiera) | A     | Dante Di Benedetti         |
|    | Italia (bandiera) | A     | Natale Faccenda            |
|    | Italia (bandiera) | A     | Giovanni Ferrari           |
|    | Italia (bandiera) | D     | Antonio Franceschi         |
|    | Italia (bandiera) | C     | Antonio Fusco              |
|    | Italia (bandiera) |       | Renzo Lorenzetti           |

| N. |                   | Ruolo | Calciatore          |
| -- | ----------------- | ----- | ------------------- |
|    | Italia (bandiera) | C     | Umberto Mannocci    |
|    | Italia (bandiera) | P     | Gino Merlo          |
|    | Italia (bandiera) | A     | Ermanno Moalli      |
|    | Italia (bandiera) | A     | Renzo Pini          |
|    | Italia (bandiera) | D     | R. Rossi            |
|    | Italia (bandiera) | P     | Celestino Russova   |
|    | Italia (bandiera) | A     | Milziade Severgnini |
|    | Italia (bandiera) | D     | Arturo Silvestri    |
|    | Italia (bandiera) | D     | Eto Soldani         |
|    | Italia (bandiera) | D     | Luigi Strobbe       |
|    | Italia (bandiera) | A     | Luigi Sumberaz      |
|    | Italia (bandiera) | C     | Bruno Taccola       |
|    | Italia (bandiera) | A     | Giuseppe Vigo       |

## Risultati

### Serie B

#### Girone di andata
| Arbitro: | Vannini |

|      |           |                                       |
| Vigo | Marcatori | ?’ (rig.), ?’ Zanollo Capri Quaresima |

| Arbitro: | Poggipollini (Ferrara) |

|                                       |           |             |
| Del Medico 37’ Clocchiatti 59’ (rig.) | Marcatori | 63’ Bertoni |

| Arbitro: | Mazza (Napoli) |

|              |           |             |
| Mannocci 38’ | Marcatori | 45’ Lipizer |

| Arbitro: | Rosso (Casale Monferrato) |

|                                  |           |                                              |
| Lazzari 1’ Pea 74’ Guerrieri 80’ | Marcatori | 2’ Mannocci 22’ Bongini 27’ Bellini 82’ Vigo |

| Arbitro: | Scotto (Savona) |

|  |           |                   |
|  | Marcatori | Torri Fovena Muci |

| Arbitro: | Curradi (Firenze) |

|                  |           |           |
| Gambini Polacchi | Marcatori | Acquarone |

| Arbitro: | Coletti (Treviso) |

|                           |           |          |
| Mannocci 43’ Serasini 66’ | Marcatori | 19’ Dusi |

| Arbitro: | Venutti (Trieste) |

|                             |           |  |
| Cattaneo 20’ Caracciolo 76’ | Marcatori |  |

| Arbitro: | Zavattaro (Casale Monferrato) |

|                    |           |  |
| Castigliano ?’, ?’ | Marcatori |  |

| Arbitro: | Bogetti (Torino) |

|                          |           |  |
| Ciferri Bellini Faccenda | Marcatori |  |

| Arbitro: | Donati (Milano) |

|                                          |           |  |
| Polo 30’, 72’ Conti 42’, 80’ Biraghi 83’ | Marcatori |  |

| Arbitro: | Bogetti |

|                            |           |  |
| Acquarone 86’ Mannocci 87’ | Marcatori |  |

| Busto Arsizio 18 gennaio 1942 13ª giornata | Pro Patria        | 0 – 0 referto | Pisa | Stadio Bruno Mussolini\| Arbitro: \| Coletti[4] (Treviso) \| |
| Arbitro:                                   | Coletti (Treviso) |               |      |                                                              |

| Arbitro: | Mazza (Torre del Greco) |

|             |           |                      |
| Ciferri 58’ | Marcatori | 48’ Rossi 73’ Parodi |

| Arbitro: | Rosso |

|                              |           |  |
| Di Prisco 25’, 89’ Punzi 28’ | Marcatori |  |

| Arbitro: | Scotto |

|                                          |           |             |
| Di Benedetti 25’ Faccenda 72’ Moalli 80’ | Marcatori | 44’ Menutti |

| Arbitro: | Coletti (Treviso) |

|             |           |                             |
| Cavazza 49’ | Marcatori | 7’ Di Benedetti 32’ Bellini |

#### Girone di ritorno
| Arbitro: | Carpani (Milano) |

|                               |           |  |
| Nicoli 44’ Fattori 49’ (rig.) | Marcatori |  |

| Arbitro: | Viarengo (Asti) |

|                       |           |                |
| Di Benedetti 69’, 87’ | Marcatori | 39’ Del Medico |

| Arbitro: | Donati |

|                 |           |                               |
| Spadavecchia 2’ | Marcatori | 31’ Faccenda 66’ Di Benedetti |

| Arbitro: | Mazza (Napoli) |

|             |           |  |
| Bellini 43’ | Marcatori |  |

| Arbitro: | Coletti (Treviso) |

|                |           |                                  |
| Mucci 11’, 39’ | Marcatori | ?’, 54’ Di Benedetti 69’ Bellini |

| Arbitro: | Siino (Palermo) |

|              |           |           |
| Faccenda 28’ | Marcatori | 23’ Dapas |

| Arbitro: | Silvano (Torino) |

|                           |           |                                 |
| Rebuzzi 35’ >Morselli 85’ | Marcatori | 66’ Bellini 88’ (aut.) Morselli |

| Arbitro: | Di Nanni (Napoli) |

|                               |           |                |
| Mannocci 36’ Di Benedetti 51’ | Marcatori | 53’ Spirolazzi |

| Pisa 17 maggio 1942 26ª giornata                                                                                             | Pisa      | 4 – 3 referto                        | Spezia | Campo del Littorio |
| \| \| \| \| \| Bellini 10’ Faccenda 46’ (rig.) Di Benedetti Vigo 88’ \| Marcatori \| 28’ Costa 73’ Scarpato 83’ Lovagnini \| |           |                                      |        |                    |
| |           |                                      |        |                    |
| Bellini 10’ Faccenda 46’ (rig.) Di Benedetti Vigo 88’                                                                        | Marcatori | 28’ Costa 73’ Scarpato 83’ Lovagnini |        |                    |

| Arbitro: | Tassini (Verona) |

|                             |           |  |
| Romanini 40’ Duo 45’ (rig.) | Marcatori |  |

| Pisa 31 maggio 1942 28ª giornata | Pisa | 1 – 1 | Padova | Campo del Littorio |

| Pescara 7 giugno 1942 29ª giornata                | Pescara   | 1 – 0 referto | Pisa | Campo Rampigna |
| \| \| \| \| \| Tontodonati 81’ \| Marcatori \| \| |           |               |      |                |
|                                                   |           |               |      |                |
| Tontodonati 81’                                   | Marcatori |               |      |                |

| Arbitro: | Zambotto (Padova) |

|                  |           |  |
| Di Benedetti 55’ | Marcatori |  |

| Arbitro: | Bernardi (Bologna) |

|           |           |               |
| Vitto 28’ | Marcatori | 33’, 38’ Vigo |

| Arbitro: | Cipriani (Milano) |

|                               |           |  |
| Bellini 74’, 83’ Faccenda 77’ | Marcatori |  |

| Arbitro: | Gamba (Napoli) |

|                          |           |                              |
| Menutti 41’ Mezzadra 83’ | Marcatori | 12’ Di Benedetti 69’ Soldano |

| Arbitro: | Gemini |

|                                                             |           |  |
| Vigo 3’, 19’ Faccenda 27’ Di Benedetti 42’, 53’ Bellini 58’ | Marcatori |  |

### Coppa Italia
| Arbitro: | Pizziolo (Firenze) |

|              |           |                      |
| Ulivieri 40’ | Marcatori | Bertoni 108’ Ferrari |

| Arbitro: | Mattea (Torino) |

|  |           |                                                   |
|  | Marcatori | Stefanini 51’ Loik 58’ (rig.) Alberti 80’ Arienti |